# Anime in plexiglass/Bar Mario
Anime in plexiglass/Bar Mario è il 45 giri di debutto di Luciano Ligabue, inciso con gli Orazero nel 1988.

## Il disco
Prima incisione ufficiale del cantante, registrata, con la sua band degli Orazero, in seguito alla vittoria ottenuta con il brano Balliamo sul mondo nella prima edizione del concorso Terremoto Rock nel 1988. e pubblicata dall'ARCI di Modena su un singolo promozionale con tiratura di 1000 copie
Successivamente ristampata, in versione CD, in esclusiva per il fan club ufficiale .
È verosimile che i due brani, insieme ad altre canzoni pubblicate in seguito, fossero proposti dal gruppo nelle esibizioni dal vivo nei locali reggiani fin dal 1987.
Inoltre, queste versioni originali, leggermente diverse nel testo e nella musica, NON sono mai state inserite in album o raccolte ufficiali.

## Anime in plexiglass
La versione più conosciuta è quella re-incisa da Ligabue con la sua nuova band Clan Destino e pubblicata nell'album Lambrusco coltelli rose & pop corn del 1991. In accordo con la discografia ufficiale, sarebbe il sesto singolo estratto dall'album, seguito da Ti chiamerò Sam (se suoni bene); tuttavia non risulta alcun supporto discografico, oltre all'album, che lo contenga.
Brano rock fantascientifico, racconta di come in un futuro di consensi obbligatori e concordati, fortunatamente persistono i nuovi carbonari, che continuano a fare a modo loro.
Il videoclip ufficiale della canzone fu girato presso il cortile della sede del Consorzio del Parmigiano-Reggiano, a Reggio Emilia, nel 1989.

## Bar Mario
È una delle prime canzoni dell'artista, in essa compare già il riferimento al bar Mario, citazioni del quale sono presenti in brani successivi come Walter il mago, I duri hanno due cuori (entrambi nell'album Sopravvissuti e sopravviventi del 1993) e Certe notti (in Buon compleanno Elvis del 1995).
Il locale esiste veramente e si trova a San Martino in Rio in provincia di Reggio nell'Emilia, anche se il gestore adesso non è più il famoso "Marietto" (al secolo Mario Zanni).
Il fan club ufficiale del cantante, barMario, prende nome dal titolo di questo brano.
In accordo con la discografia ufficiale, la versione di questa canzone, re-incisa da Ligabue con i Clan Destino e inserita nell'album Ligabue del 1990, sarebbe il quinto singolo estratto dallo stesso, seguito da Sogni di rock 'n' roll. Tuttavia non risulta la pubblicazione di alcun supporto discografico, oltre all'album, che la contenga.

## Tracce
45 giri promo
Testo e musica Luciano Ligabue.
1. Anime in plexiglass – 3:57
2. Bar Mario – 4:12

## Formazione
- Luciano Ligabue - voce[3]

### Orazero
- Paolo Signorelli - chitarra
- Roberto Bartolucci - basso
- Alberto Imovilli - batteria
- Bruno Pederzoli - chitarra